# Leonardo Funes
Leonardo Funes (n. Buenos Aires, 12 de febrero de 1954) es un filólogo e investigador argentino, especializado en literatura de la Edad Media española. 

### Biografía
Se graduó como Profesor en Letras en la Universidad de Buenos Aires en 1982. Inició su carrera docente en la cátedra de Literatura Española Medieval (Facultad de Filosofía y Letras, UBA) en 1985 donde, actualmente, es profesor titular regular ordinario (equivalente a catedrático) de dicha asignatura. Se doctoró en 1997. En enero de 2000 ingresó a la carrera de investigador en la categoría de Investigador Independiente del CONICET, en el centro de investigación SECRIT (Seminario de Edición y Crítica Textual) que entonces dirigía Germán Orduna.  Actualmente se desempeña como Investigador Principal y desde septiembre de 2014 como Director de dicho centro. Asimismo es profesor de Literatura Española III (Medieval) en el Instituto Superior del Profesorado "Dr. Joaquín V. González".
Fue secretario de redacción de la revista  Incipit, desde el volumen II (1982) hasta el volumen doble XXV-XXVI (2005-2006). Ha publicado cuatro libros: El modelo historiográfico alfonsí: una caracterización (1997), Mocedades de Rodrigo. Estudio y edición de los tres estados del texto (2004), la edición y versión modernizada del Poema de Mio Cid (2007)e Investigación literaria de textos medievales: objeto y práctica (2009). 
Ha publicado unos 90 artículos en revistas especializadas nacionales y extranjeras y en libros colectivos sobre crítica textual, épica medieval, Don Juan Manuel, historiografía y ficción sentimental.
Es director de los siguientes proyectos de investigación: Proyecto de Investigación Plurianual N.º 5493 “La cultura del amar en Europa (siglos XV y XVI)”; Proyecto UBACYT F029 “Huellas textuales de la crisis europea bajomedieval en las literaturas románicas (ss. XIV-XVI)” y Proyecto de Investigación Científica y Tecnológica (PICT) 38.290 “La narrativa histórica castellana: Edición y estudio formal e ideológico”.
Fue presidente de la 'Asociación Argentina de Hispanistas' durante el período 2007-2010.